# Kia K4
Kia K4 (также известен как Kia Cachet) — среднеразмерный седан, выпускаемый южнокорейской корпорацией Kia Motors с 2014 года.

## История
Впервые автомобиль Kia K4 был представлен 29 августа 2014 года на Пекинском международном автосалоне. Производство модели было запущено в октябре того же года. Цены на автомобиль — от 128800 до 189800 юаней. В 2018 году модель прошла фейслифтинг.

## Галерея

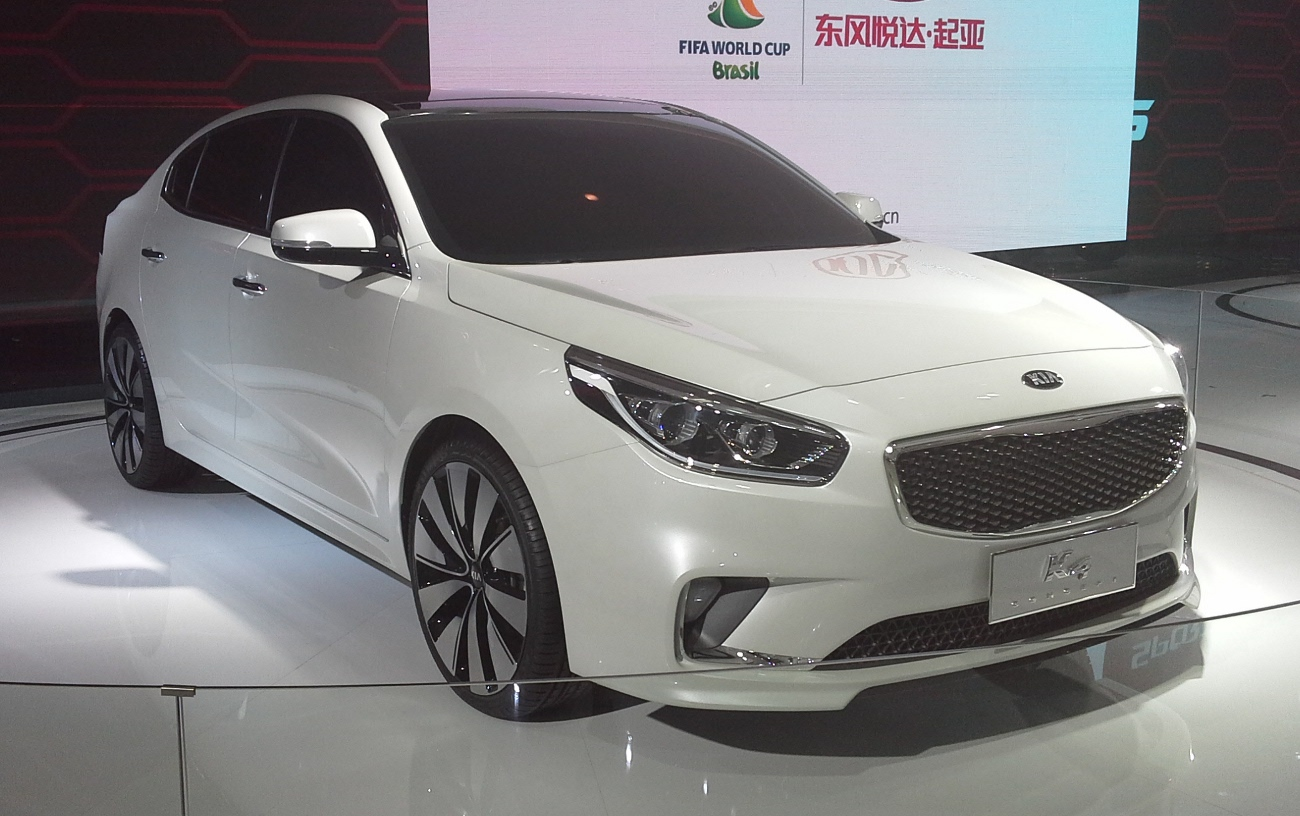
Концепт-кар
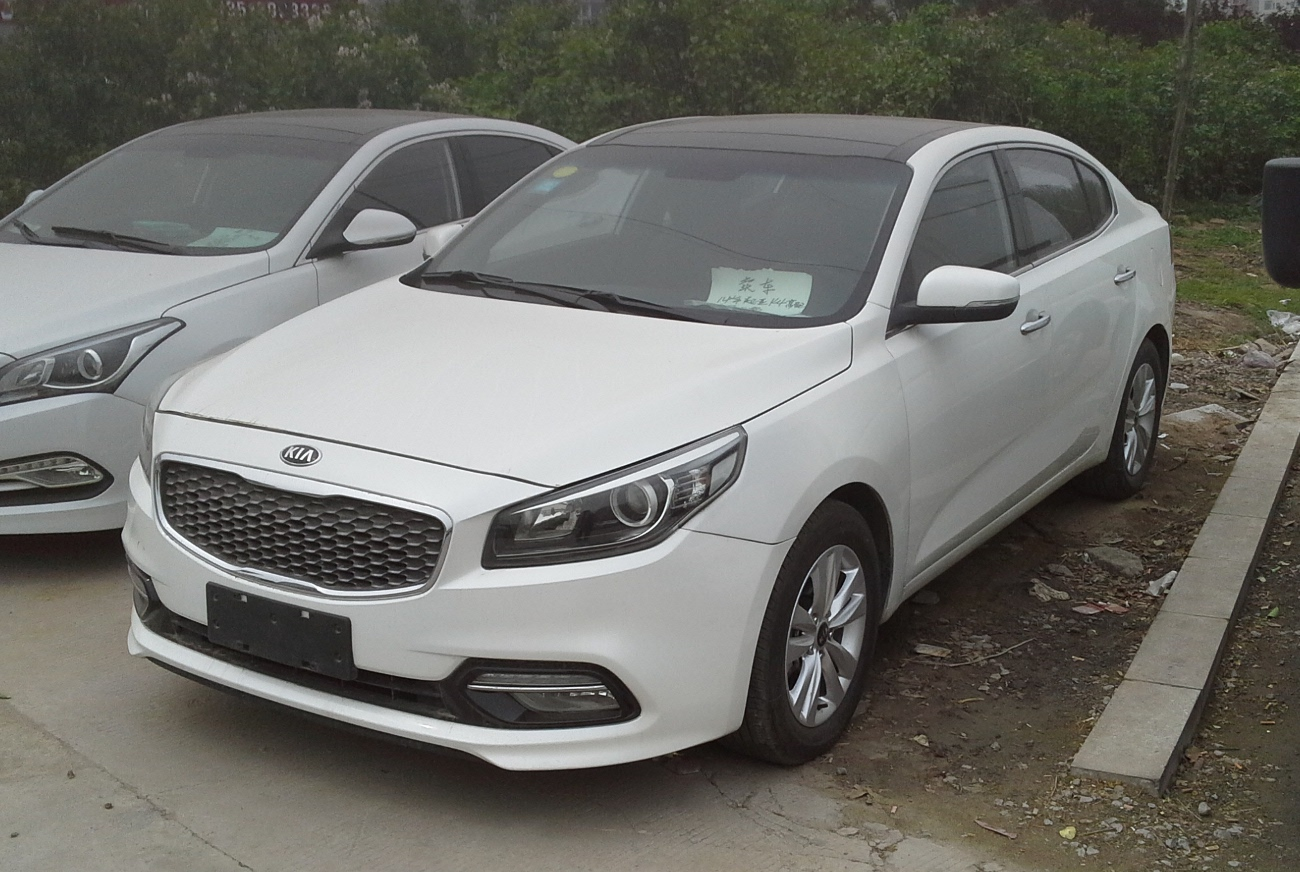
Kia K4
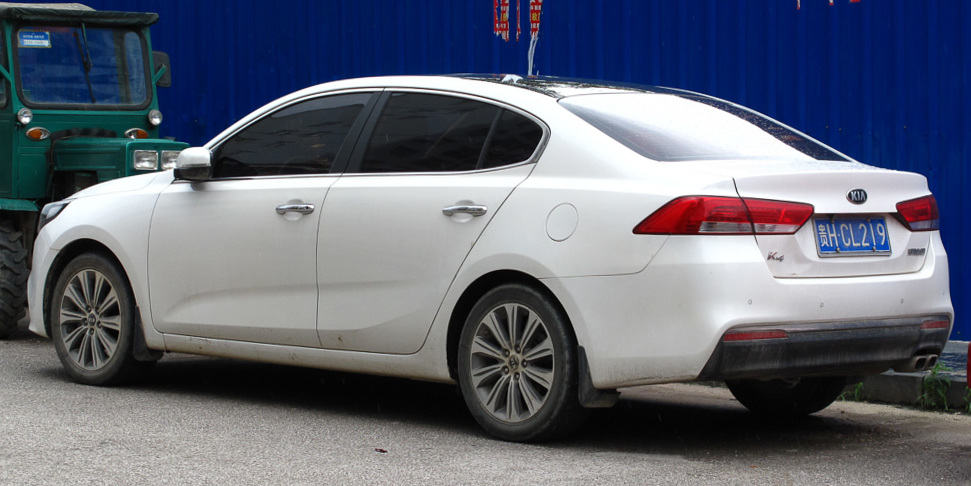
Вид сзади
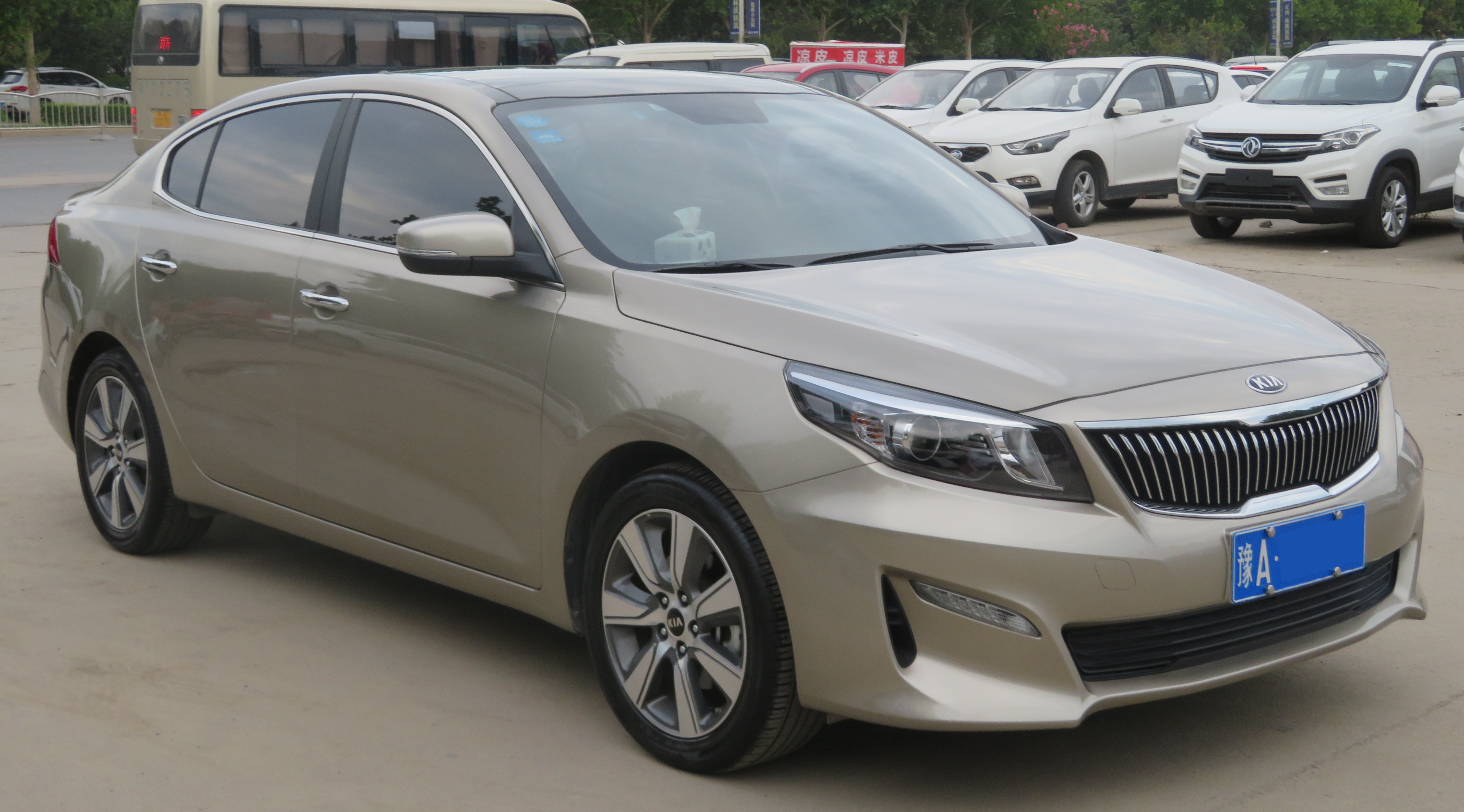
Фейслифтинг передней части
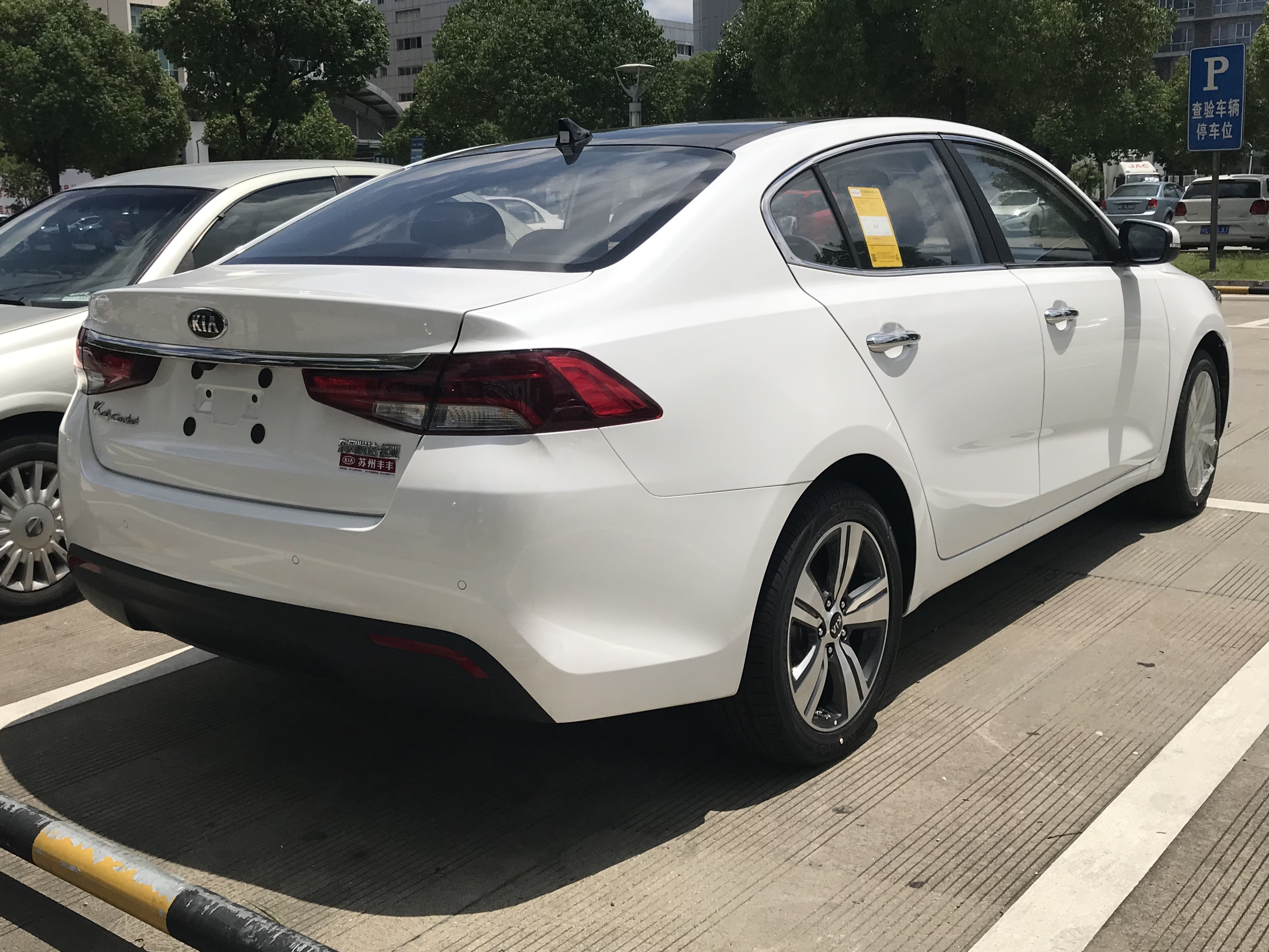
Фейслифтинг задней части